# Вітковицька сільська рада
Віткови́цька сільська́ ра́да — колишній орган місцевого самоврядування в Березнівському районі Рівненської області. Адміністративний центр — село Вітковичі.

## Загальні відомості
- Вітковицька сільська рада утворена в 1939 році.
- Територія ради: 67,821 км²
- Населення ради: 2 078 осіб (станом на 2001 рік)
- Територією ради протікає річка Случ.

## Населені пункти
Сільській раді були підпорядковані населені пункти:
- с. Вітковичі

## Склад ради
Рада складалася з 16 депутатів та голови.
- Голова ради: Миронець Галина Михайлівна
- Секретар ради: Воробей Ірина Володимирівна

### Керівний склад попередніх скликань
| ПІБ                        | Основні відомості                                                                                     | Дата обрання | Дата звільнення |
| -------------------------- | --- | ------------ | --------------- |
| Миронець Галина Михайлівна | Сільський голова, 1960 року народження, освіта середня спеціальна, член Соціалістичної партії України | 26.03.2006   | 31.10.2010      |
| Миронець Галина Михайлівна | Сільський голова, 1960 року народження, освіта середня спеціальна, позапартійна                       | 31.10.2010   |                 |

Примітка: таблиця складена за даними сайту Верховної Ради України